# Eric Lange

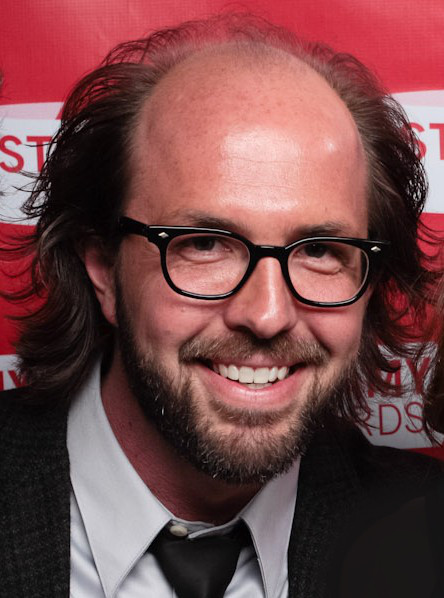
Eric Lange bei den Streamy Awards 2010

Eric Lange (* 19. Februar 1973 in Hamilton, Ohio, USA) ist ein US-amerikanischer Schauspieler. Bekannt wurde Lange durch seine Rolle des Erwin Sikowitz in Victorious.

## Leben
Lange machte seinen Abschluss an der Miami University. Für seine Theaterrolle in Driving Miss Daisy bei der Rubicon Theatre Company wurde Lange für den Ovation Award nominiert. Er wirkt vorwiegend in Fernsehserien in Episodenhaupt- und Nebenrollen mit.

## Filmografie (Auswahl)
- 2004: JAG – Im Auftrag der Ehre (JAG, Fernsehserie, Episode 10x11)
- 2004: The West Wing – Im Zentrum der Macht (The West Wing, Fernsehserie, Episode 6x05)
- 2004: Paul Is Dead
- 2004, 2013: CSI: Vegas (CSI: Crime Scene Investigation, Fernsehserie, 2 Episoden)
- 2005: McBride: Anybody Here Murder Marty
- 2005: Without a Trace – Spurlos verschwunden (Without a Trace, Fernsehserie, Episode 3x18)
- 2005: Ghost Whisperer – Stimmen aus dem Jenseits (Ghost Whisperer, Fernsehserie, Episode 1x21)
- 2005: Navy CIS (NCIS, Fernsehserie, Episode 3x13)
- 2005: Cold Case – Kein Opfer ist je vergessen (Cold Case, Fernsehserie, Episode 3x18)
- 2005: Emergency Room – Die Notaufnahme (ER, Fernsehserie, Episode 12x02)
- 2006: Bondage
- 2006: Roner
- 2007: Journeyman – Der Zeitspringer (Fernsehserie, Episode 1x10)
- 2007: Burn Notice (Fernsehserie, Episode 1x04)
- 2007: Criminal Minds (Fernsehserie, Episode 3x19)
- 2007: Entourage (Fernsehserie, Episode 4x09)
- 2007: Boston Legal (Fernsehserie, Episode 4x14)
- 2007: Brutal
- 2008: Bones – Die Knochenjägerin (Bones, Fernsehserie, Episode 4x09)
- 2008: Mating Dance
- 2008: AM1200
- 2008: Open Your Eyes
- 2008: My Name Is Earl (Fernsehserie, Episode 4x13)
- 2009: Law & Order: Special Victims Unit (Fernsehserie, Episode 11x16)
- 2009: Monk (Fernsehserie, Episode 8x03)
- 2009: Lost (Fernsehserie, 7 Episoden)
- 2009: Modern Family (Fernsehserie, Episode 1x20)
- 2010: Ein Leben für den Tod (You Don't Know Jack, Fernsehfilm)
- 2010: Secretariat – Ein Pferd wird zur Legende (Secretariat)
- 2010: Weeds – Kleine Deals unter Nachbarn (Weeds, Fernsehserie, 4 Episoden)
- 2010–2013: Victorious (Fernsehserie, 28 Episoden)
- 2011: CSI: Miami (Fernsehserie, Episode 9x14)
- 2011: iCarly: Party mit Victorious (iCarly: iParty with Victorious)
- 2012: Fringe – Grenzfälle des FBI (Fringe, Fernsehserie, Episode 5x02)
- 2013: Cult (Fernsehserie, 6 Episoden)
- 2013: Castle (Fernsehserie, Episode 5x23)
- 2013: Sam & Cat (Fernsehserie, Episode 1x09)
- 2013–2014: The Bridge – America (The Bridge, Fernsehserie, 11 Episoden)
- 2014: Once Upon A Time
- 2014: Nightcrawler – Jede Nacht hat ihren Preis (Nightcrawler)
- 2014: Stalker (Fernsehserie, Episode 1x01)
- 2015: Secrets and Lies (Fernsehserie, 2 Episoden)
- 2015: Mr. Collins’ zweiter Frühling (Danny Collins)
- 2015: Grey’s Anatomy (Fernsehserie, Episode 12x01)
- 2016: Fear, Inc.
- 2016–2017: Narcos (Fernsehserie, 9 Episoden)
- 2017: Wind River
- 2018: Waco (Miniserie, 4 Episoden)
- 2018: Escape at Dannemora (Miniserie)
- 2018: Narcos: Mexico (Fernsehserie, 1 Episode)
- 2019: Unbelievable (Miniserie)
- 2020: Antebellum
- 2020: Perry Mason (Fernsehserie)
- 2021: Brand New Cherry Flavor (Miniserie)
- 2022: Day Shift
- 2024: John Sugar (Sugar, Miniserie)
- 2024: Caddo Lake
- 2025: Thunderbolts*